# Fockea capensis
Fockea capensis là một loài thực vật có hoa trong họ La bố ma. Loài này được Stephan Ladislaus Endlicher mô tả khoa học đầu tiên năm 1839.
Loài này phân bố ở miền nam tỉnh Cape, Nam Phi.

## Hình ảnh

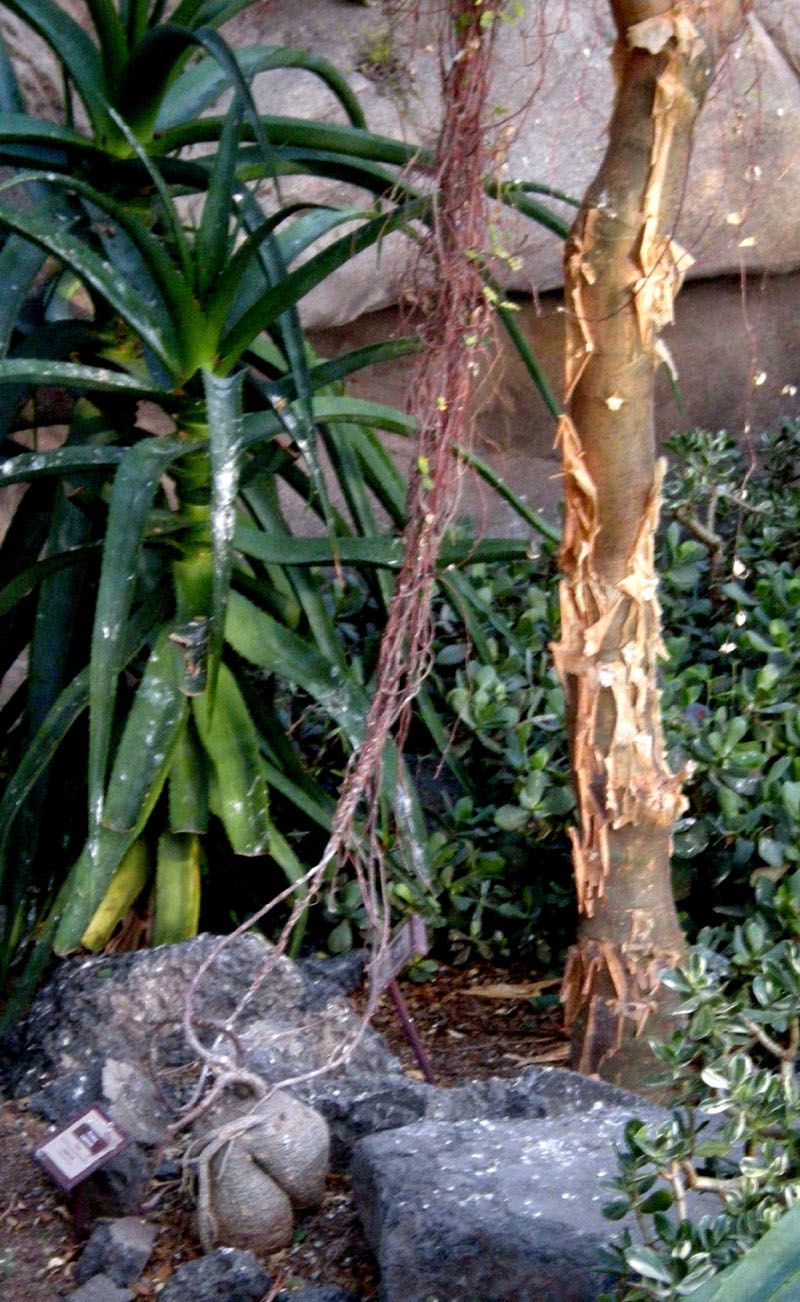
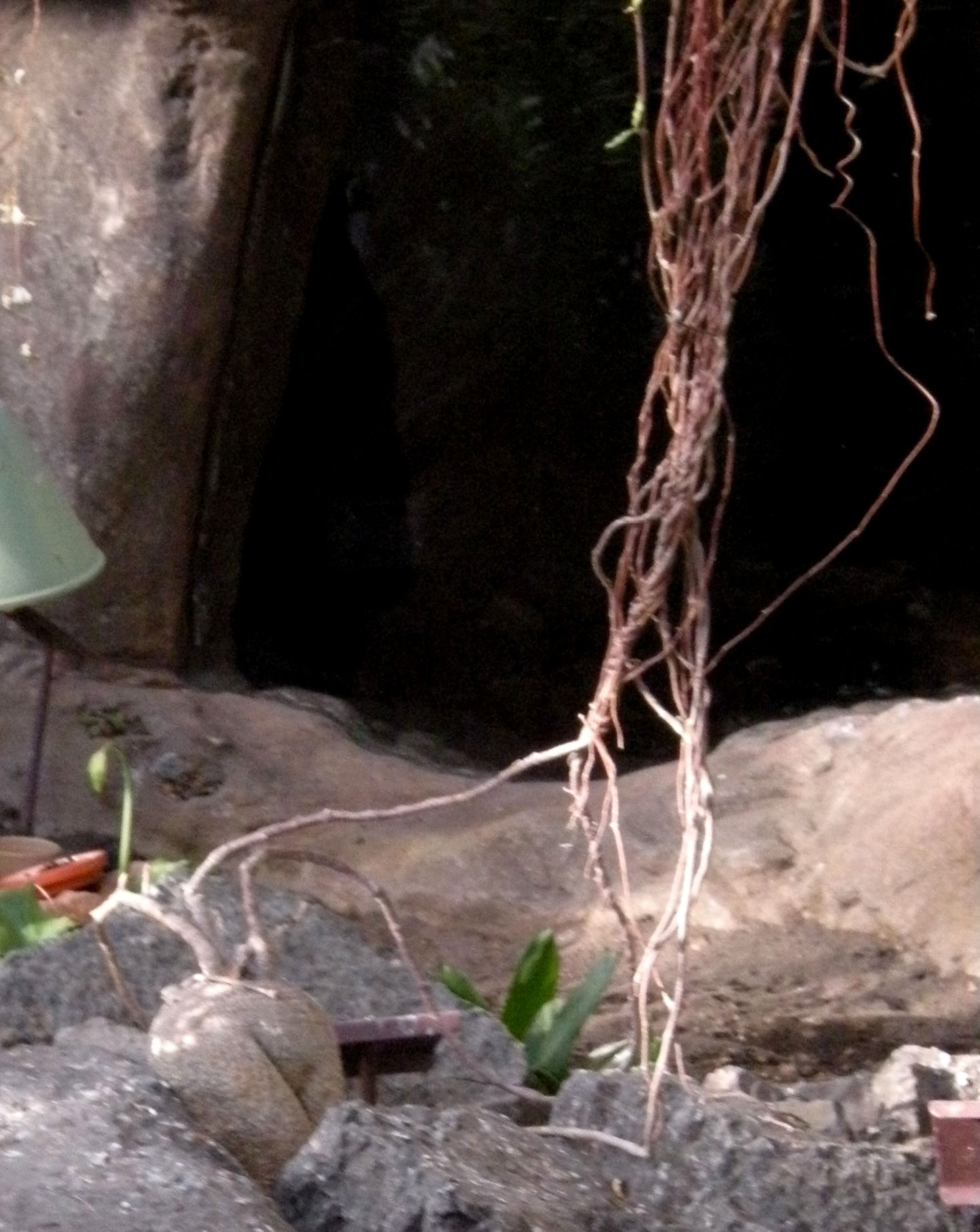